# Wittersheim (Sarre)
Pour l’article homonyme, voir Wittersheim.
Wittersheim (Willerschumm & Widderschumm en Sarrois) est un quartier de la commune allemande de Mandelbachtal en Sarre.

## Géographie

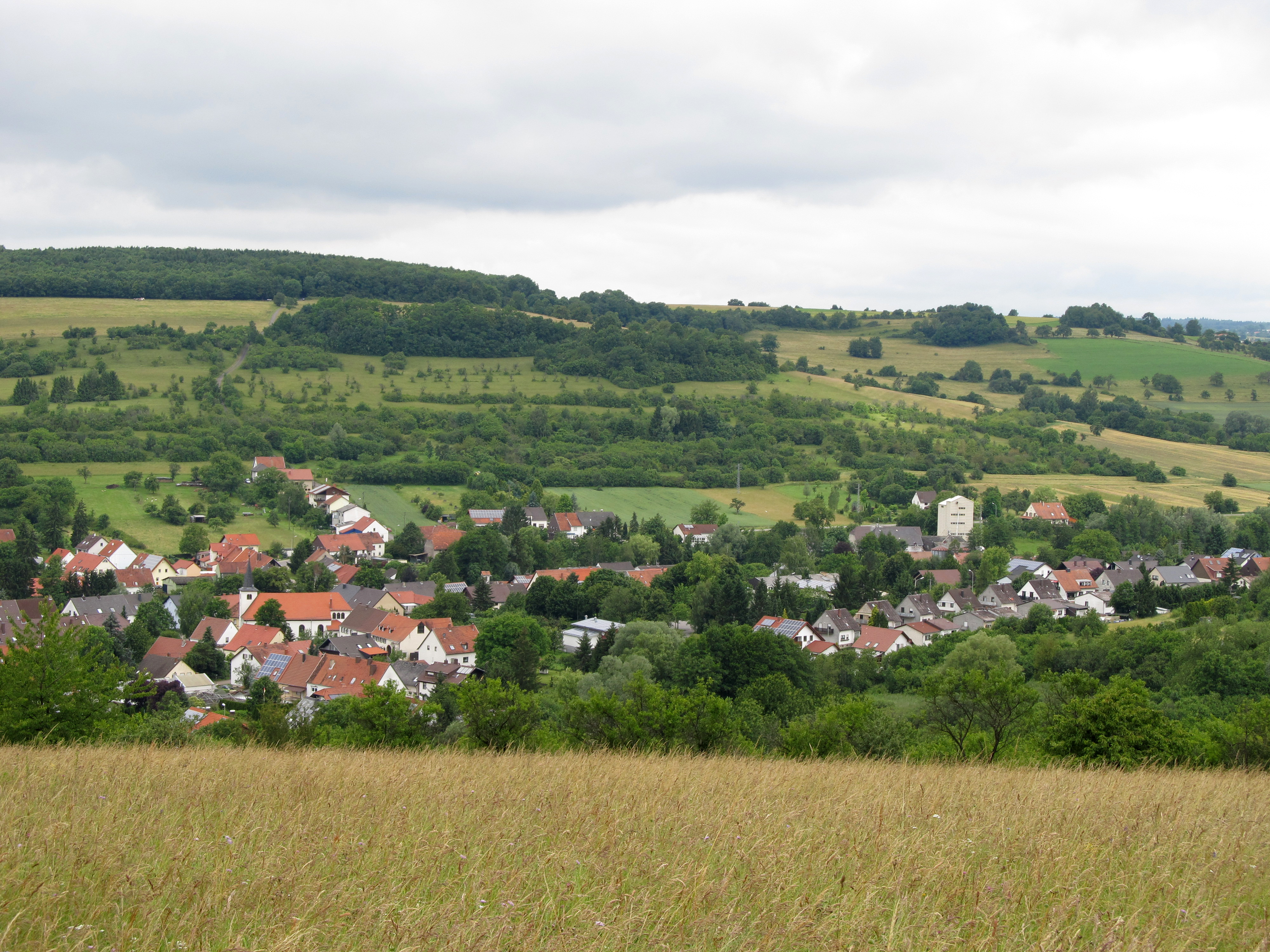